# راديو راما

شعار راديو راما

إذاعة راديو راما هي اذاعة لبنانية تبث عبر الإنترنت من ولاية يوتاه الأميركية على موقع http://www.radioramaonline.com/listen.htm.